# Aracnodattilia
L'aracnodattilia (o acromachia) è una condizione nella quale le dita di mani e piedi sono lunghe e sottili in modo anomalo in rapporto alla grandezza rispettivamente del palmo della mano e dell'arco del piede; può essere presente fin dalla nascita o svilupparsi con il passare degli anni. In alcuni soggetti con aracnodattilia il pollice tende a flettersi spontaneamente verso il palmo della mano.

## Cause
Può essere un segno idiopatico, cioè non causato da malattie specifiche, oppure dovuto a sindromi ben precise come la sindrome di Marfan, la sindrome di Ehlers-Danlos, la sindrome di Beals, l'omocisteinuria, la sindrome di Loeys-Dietz e la sindrome di Lujan-Fryns. L'aracnodattilia è correlata sia a mutazioni genetiche a carico del gene FBN1, sia a carico del gene FBN2: entrambi questi geni codificano per la fibrillina.